# فيليبو فالكو
فيليبو فالكو (بالإيطالية: Filippo Falco) (11 فبراير 1992 ببولزانو في إيطاليا - ) هو لاعب كرة قدم إيطالي في مركز الهجوم. شارك مع منتخب إيطاليا تحت 20 سنة لكرة القدم. أما مع النوادي، فقد لعب مع نادي بولونيا ونادي تشيزينا ونادي ريجينا ونادي ليتشي ونادي طرابنش 1905 ‏ واتحاد بافيا لكرة القدم ويوفي ستابيا.

## روابط خارجية
- فيليبو فالكو على موقع قاعدة بيانات كرة القدم.إي يو (الإنجليزية)
- فيليبو فالكو على موقع Soccerbase.com (لاعب) (الإنجليزية)
- فيليبو فالكو على موقع Soccerway.com (الإنجليزية)
- فيليبو فالكو على موقع عالم كرة القدم.نت (الإنجليزية)
- فيليبو فالكو على موقع AS.com (الإسبانية)